# パウル・ルドルフ
パウル・ルドルフ（Paul Rudolph 、1858年11月14日-1935年3月8日）はドイツの物理学者、レンズ設計者。プラナー、テッサーといった現在でも使われている代表的なレンズ構成型のいくつかを考案した。 

## 略歴
- 1858年11月14日 - カーラで生まれた[1]。イェーナ大学卒業後は数学教師を志していた。
- 1886年[1]または1888年[2] - イェーナ大学の先輩であるエルンスト・アッベの招きでカール・ツァイスに入社、アッベの助手となった[2]。
- 1890年 - カール・ツァイスに写真部門が設置されその長となった[1]。ツァイス・アナスチグマート（1900年プロターに改名）発明[1]、発売[3]。
- 1896年 - プラナーF3.6発明[4]。
- 1899年 - プロターを改良してウナーF4.5発明[4]。
- 1900年 - カメラメーカーのクルト・ベンツィンと協議しパルモスを設立した。
- 1902年4月 - エルンスト・ヴァンデルスレプと協力しウナーを改良してテッサー発明、F6.3[5][3]。
- 1911年4月1日 - カール・ツァイス退職。理由は1909年にカール・ツァイス・パルモスバウがイカに現物出資される形でカール・ツァイス・グループから放出されたことに気を悪くしたからという[2]。また竹田正一郎は、ゲルツ等を含む共同事業体が1910年にオプティッシェ・アンシュタルト・ザールフェルト（Optische Anstalt Saalfeld GmbH 、OAS）というレンズ会社を設立し中級以下のレンズ製造を始めたことがルドルフに消極的な経営姿勢であると見えた可能性について指摘している[6]。
- 1919年 - フーゴ・マイヤー（Hugo Meyer ）に再就職。インフレーションで財産を失ったからというのが定説である[要出典]。プラズマート（Plasmat ）ブランドのレンズを各種設計。
- 1922年 - 映画用レンズ、キノ・プラズマート（Kino-Plasmat ）発明[7]。
- 1922年 - 接写用レンズ、マクロ・プラズマート（Makro-Plasmat ）発明。
- 1931年 - クラインビルド・プラズマート（Kleinbild-Plasmat ）発明[7]。カメラメーカー、プラズマート（Plasmat GmbH ）を設立しローランド（Roland ）カメラを製造。カメラの発売年は1935年とされているが1931年とする人もいる。
- 1933年 - フーゴ・マイヤーを退職。
- 1935年3月8日 - ニュルンベルクにて死去[5]。死後もしばらくローランドカメラの製造は続けられた。